# Atahualpa (монітор)

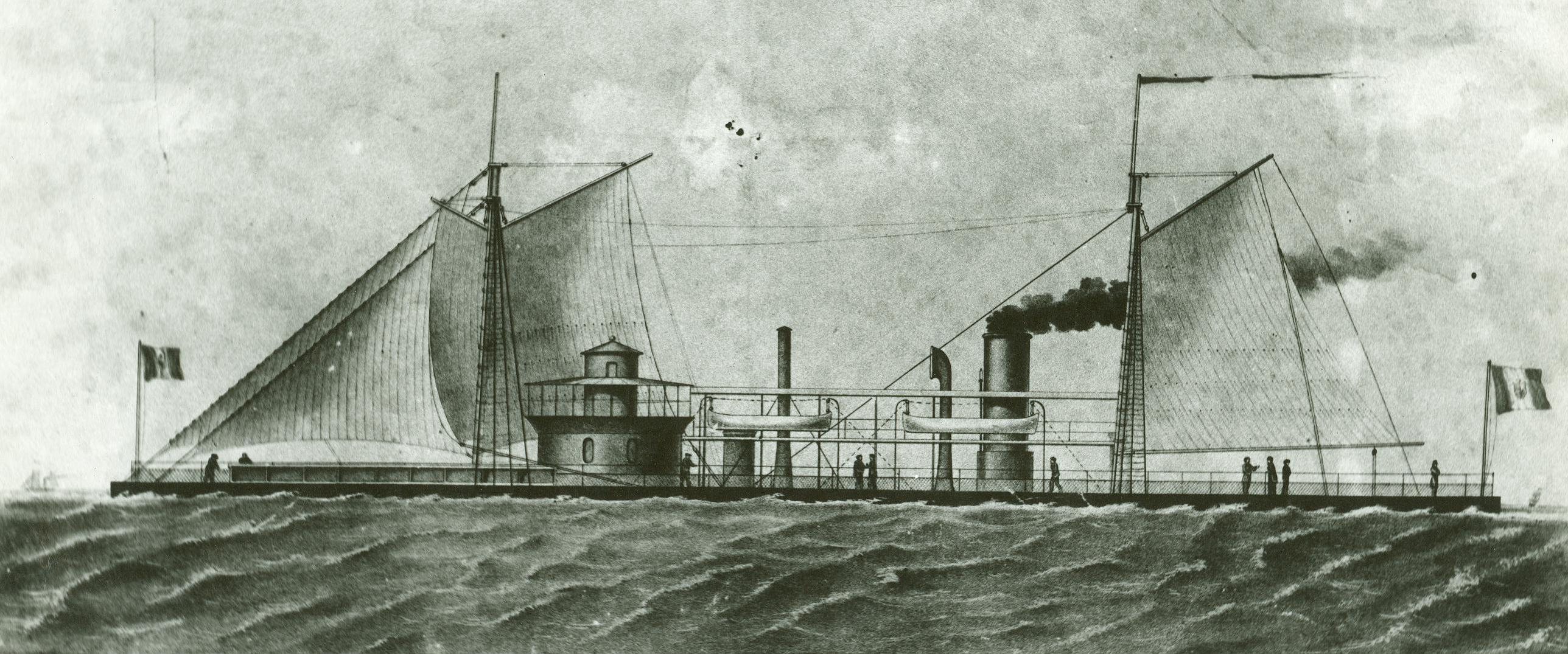
Літографія монітора Atahualpa у Новому Орлеані на шляху до Перу

Atahualpa (закладений як USS Catawba) - однобаштовий монітор типу «Канонікус» який будували для флоту Союзу під час Громадянської війни у США. Завершений вже після закінчення бойових дій, Catawba був перепроданий Перу. Перейменований на Atahualpa, корабель брав участь у обороні Кальяо під час Тихоокеанської війни. Коли місто захопили чилійські війська в 1881, корабель затопили щоб уникнути його захоплення. Після війни Atahualpa підняли і використали як блокшив. Був розібраний на метал на початку 20 століття.

## Опис
Корабель мав довжину 225 футів (68,6 метрів), ширину приблизно 43 фути (13 метрів), максимальну осадку 4,11 метра, водотоннажність 2 100 тон. Екіпаж - 100 осіб.
Catawba приводився у рух двоциліндровим паровим двигуном який обертав один гвинт.  Ніс до 150 тон вугілля, розвивав швидкість до 8 вузлів (15 км/год). Головне озброєння корабля становили дві 381 міліметрові гладкоствольні гармати Дальгрена, змонтовані в єдиній башті. 

## Служба у Перу
"Катава" був перейменований в «Атауальпу» на честь імператора Атауальпи, останнього правителя імперії інків.  Щоб підготувати корабель до тривалого подорожі до Перу навколо мису Горн, Swift & Co. встановили на носі тимчасові хвилевідбивачі, дві мачти з косими вітрилами на доповнення до парової машини, а також поставили заглушки від води на отвори у палубі. 
Atahualpa був відбуксирований з Калляо до Ітікі, тоді ще частини Перу 11–22 травня 1877 щоб захистити цей порт від бунтівного броненосця «Гуаскар» під час громадянської війни у Перу. Під час Тихоокеанської війни з Чилі Atahualpa охороняв  Кальяо. 11 листопада 1880, чилійський флот почав обстріл міста з відстані близько 4 міль (6,4 км.). Монітор у супроводі буксира вийшов у море і вступив у перестрілку з чилійськими кораблями на далекій відстані, втім не зміг завдати їм ушкоджень. 16 січня 1881 екіпаж корабля був примушений потопити корабель аби запобігти його захопленню чилійськими військами, які наступали на місто.  Після війни корабель підняли і використовували як плавучий склад, аж поки не розібрали на метал десь на початку 20 століття.